# Turzovka
Turzovka (maďarsky Turzófalva) je město na severozápadním Slovensku v okrese Čadca  v Žilinském kraji.

## Poloha
Město se nachází v údolí řeky Kysuca mezi pohořími Javorníky a Turzovská vrchovina, cca 12 km od českých hranic. Město je centrem a zakládajícím členem Mikroregionu Horní Kysuce. Sousedními obcemi města jsou : Vysoká nad Kysucou, Veľké Rovné, Dlhá nad Kysucou, Klokočov, Korňa, Olešná, Podvysoká, Dlhé Pole. Město leží od hlavního města Bratislavy 211 km, krajského města Žiliny 46,5 km a okresního města Čadca 14,6 km.

## Historie

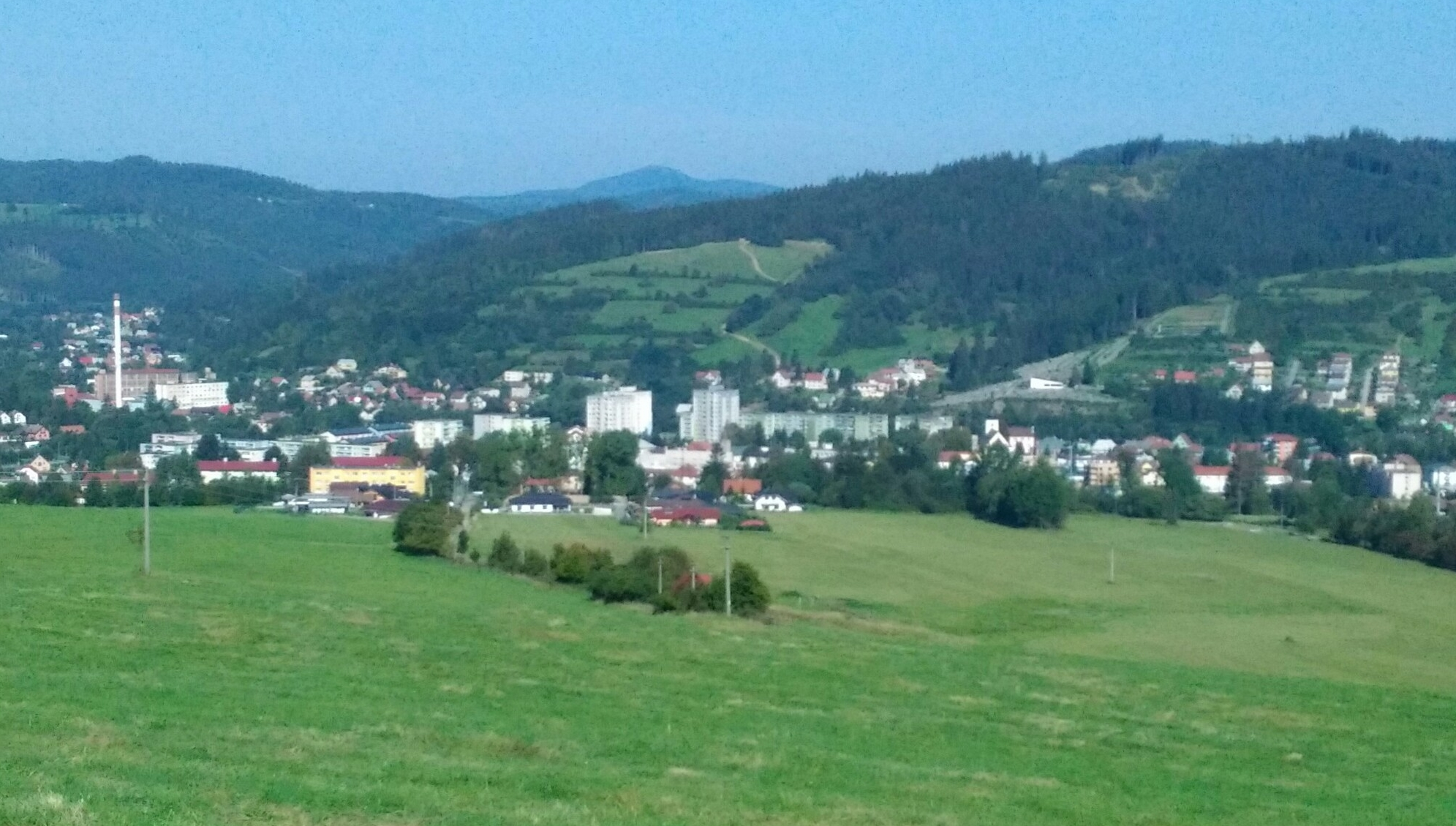
Pohled na Turzovku od jihu z vrchu Bukovina

Obec založil v roce 1598 uherský palatin Juraj Thurzo. V roce 1968 se Turzovka stala městem.

## Osobnosti
- Marek Gažík (1887–1947), československý politik, ministr a poslanec Národního shromáždění
- Rudolf Jašík (1919–1960), slovenský prozaik, básník a publicista

## Partnerská města
- Frýdlant nad Ostravicí, Česko
- Kety, Polsko